# 3504 Kholshevnikov
A 3504 Kholshevnikov (ideiglenes jelöléssel 1981 RV3) a Naprendszer kisbolygóövében található aszteroida. Nyikolaj Sztyepanovics Csernih fedezte fel 1981. szeptember 3-án.